# Marina, o Monge
Marina, o Monge, também conhecida como Marina de Bitínia ou Marina de Alexandria, ficou registrada na história como uma eminente cristã bizantina da Síria, na área que hoje é parte do Líbano, embora muitos detalhes de sua vida possam variar conforme a fonte.

## História
Há relatos controversos sobre a vida de Marina. A história mais divulgada conta que Marina era filha de ricos pais cristãos, que perdeu a mãe muito jovem e foi criada como cristã devota por seu pai Eugênio. A idade de casamento se aproximava, e seu pai desejava retirar-se para o Mosteiro de Qannoubine no Vale do Kadisha no Líbano, após encaminhá-la ao casamento. Quando Marina conheceu o plano de seu pai, perguntou porque ele tinha a intenção de salvar a sua própria alma "e destruir a sua". Seu pai questionou: "O que vou fazer com você? Você é uma mulher", Marina respondeu que ela desistiria de utilizar roupas femininas e viveria como um monge. Então, imediatamente raspou o cabelo e mudou de roupa. Seu pai, vendo sua forte determinação, deu todos os seus bens para os pobres e viajou com ela para o Vale do Kadisha, para viver em comunidade de vida monástica. Marina adotou o nome de Marinho.
Depois de dez anos de oração, jejum e adoração juntos, seu pai morreu deixando-a sozinha. Marina aumentou o seu nível de ascetismo e continuou a esconder o fato de que era uma mulher. Os outros monges atribuíam sua voz suave a longos períodos de oração e rigorosa vida ascética. Um dia, o abade do mosteiro a enviou junto com outros três monges para realizar um negócio para o mosteiro. Como a viagem era longa, eles foram forçados a passar a noite em uma pousada. Também estava alojado nesta pousada um soldado romano do fronte oriental. Ao ver a beleza da filha do guardião da pousada, o soldado ficou seduzido por ela e humilhou-a tirando-lhe a virgindade. Para esconder este fato, combinaram de dizer que "foi o monge Marinho que fez isso".
Depois de algum tempo, descobriu-se que a filha do estalajadeiro estava grávida e, como foi acordado, ela contou a seu pai que Marinho era culpado. Ao ouvir a história, o homem dirigiu-se furiosamente para o abade do mosteiro. O abade acalmou-o e disse-lhe que gostaria  de conhecer melhor o assunto. Ele conversou com Marina e repreendeu-a severamente. Quando ela percebeu o que havia acontecido, caiu de joelhos e chorou, confessando os seus pecados (sem indicação explícita de como ela tinha pecado) e pediu perdão. O fato de que não houve tentativa de negar a falha fez o abade tão furioso que ele disse para ela sair do mosteiro. Marina saiu e permaneceu fora dos portões, como um mendigo por um tempo bastante longo. Quando a filha  do guardião da pousada deu à luz, tomou o menino e deu-lhe a Marina. A criança foi alimentada com leite de ovelha, a cargo dos pastores, e foi por ela cuidada fora do mosteiro por mais de dez anos. Finalmente, os monges convenceram o abade a permitir que Marina voltasse; ele aceitou, mas impôs pesadas sanções a ela. Marina foi escalada para fazer o trabalho na cozinha, limpeza e transporte de água, além de seus regulares deveres monásticos.
Na idade de quarenta anos, Marina/Marinho ficou doente e três dias depois, morreu. O abade ordenou que seu corpo fosse limpo, sua roupa trocada e que ela fosse transferida para a igreja para as orações do funeral. Ao cumprir essas tarefas, os monges descobriram que ela era, na verdade, uma mulher. Isso fez com que eles ficassem muito angustiados. Os monges informaram o abade, que chorou amargamente pelos erros que tinha cometido. Chamando o guardião da pousada, informou-o de que Marina era na verdade uma mulher. Ao serem informados, a filha do guardião da pousada e o soldado ficaram atormentados e foram ao funeral. Lá, confessaram a iniquidade na frente de todos e pediram perdão. Diz a lenda que durante as orações do funeral, um dos monges, que era cego de um olho, recebeu a visão novamente depois que ele tocou o corpo.
Há relatos de que a Igreja Copta Ortodoxa manteria seu corpo em uma igreja em sua homenagem (Igreja Santa Marina), o qual não se decompõe e é apresentado ao público no seu dia de festa, 15 do mês Mesra.

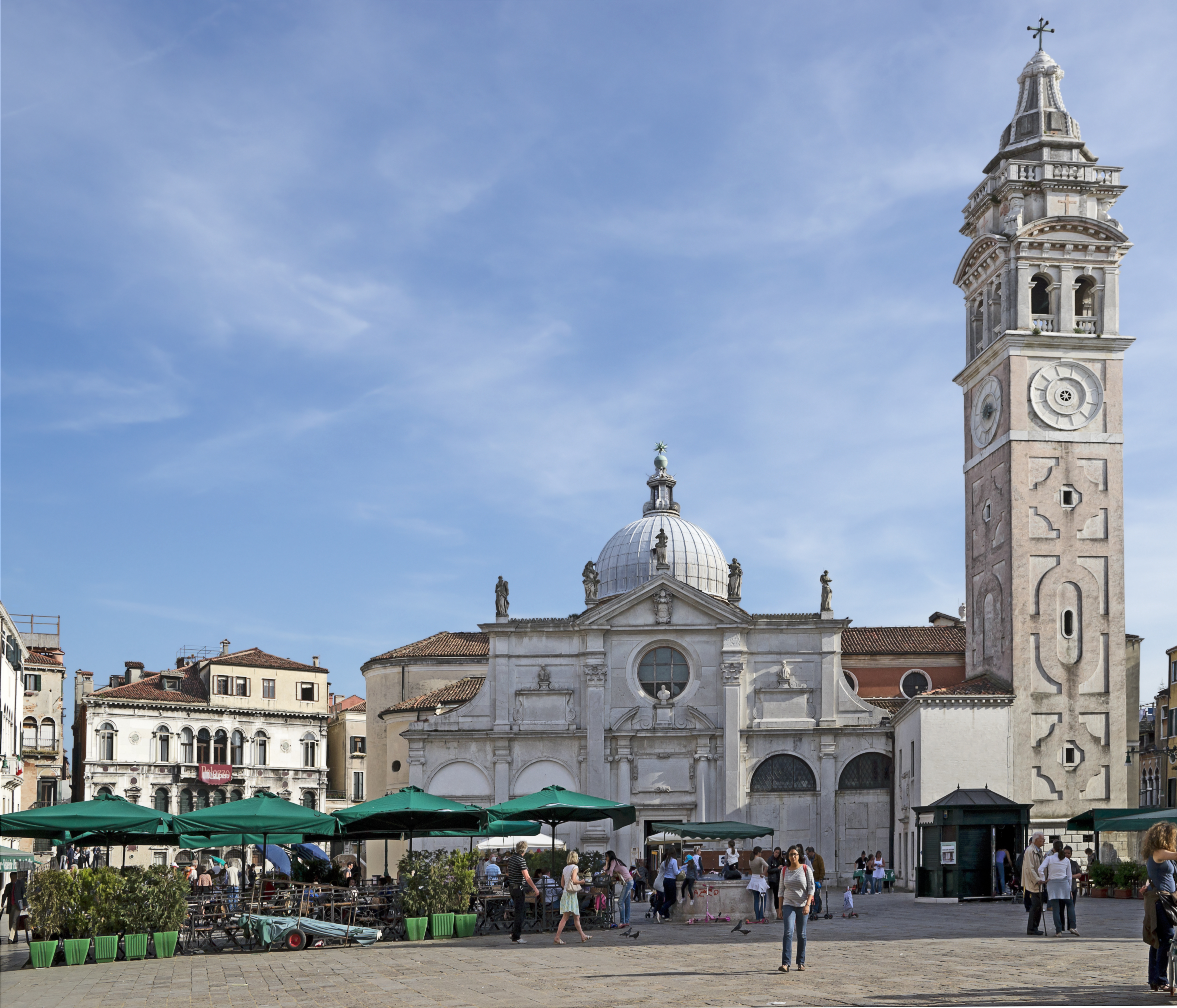
Igreja Santa Maria Formosa, em Veneza

Em algumas outras fontes, a história de Marina se mostra parecida com os relatos de Apolinária Sinclética ou Célia Lucius, que viveram em um monastério em Alexandria no Egito, disfarçadas de monge. O livro Cinquenta Anos Depois, de Chico Xavier, descreve a história de Célia, que teria tornado-se lenda, alterando-se os fatos históricos.

## Comportamento de gênero
É evidente que seu comportamento foi extremamente atípico. De certa maneira, Marina desafiou os papéis de gênero, apresentando-se como o sexo oposto, recusando-se a se submeter a vontade de seu pai, quando ele disse que ela não poderia se juntar a ele em sua jornada para se tornar um monge e salvar a sua alma. Seu intelecto desafiava as normas de gênero, pois as mulheres não eram tradicionalmente vistas como tão cultas e inteligentes como os homens. Sua disciplina e auto-controle também vai contra o pressuposto do que é típico do comportamento feminino, quando ela foi acusada de ter um filho, e não se abalou a dizer a verdade, como muitos poderiam supor, mas, em vez disso, assumiu a responsabilidade para com a criança que não era sua. Marina é mais lembrada em virtude de seu atípico estilo de vida, como descrito acima. Sua disciplina e inteligência vai contra todas as noções preconcebidas do que uma mulher deveria ser. A vida de Santa Marina fornece insights sobre os papéis de gênero da Antiguidade e Idade Média, especialmente no que diz respeito aos mosteiros.

## Veneração
Santa Marina é venerada pela Igreja Católica, Igreja Maronita, Igrejas Ortodoxas Orientais e pela Igreja Copta Ortodoxa.
Santa Maria Formosa é uma igreja de Veneza, Itália, reconstruída em 1492, pelo projeto do arquiteto renascentista Mauro Codussi, em homenagem à Marina do Líbano (Bitínia).